# Сельское поселение «Билютуйское»
Се́льское поселе́ние «Билютуйское» — муниципальное образование в Кыринском районе Забайкальского края Российской Федерации.
Административный центр — село Билютуй.

## История
Статус и границы сельского поселения установлены Законом Читинской области от 19 мая 2004 года «Об установлении границ, наименований вновь образованных муниципальных образований и наделении их статусом сельского, городского поселения в Читинской области».

## Население
| 2010 | 2011 | 2012 | 2013 | 2014 | 2015 | 2016 |
| ---- | ---- | ---- | ---- | ---- | ---- | ---- |
| 882  | ↘879 | ↘866 | ↘849 | ↘836 | ↘825 | ↘807 |
| 2017 | 2018 | 2019 | 2020 | 2021 |      |      |
| ↘792 | ↘787 | ↘782 | ↘774 | ↘667 |      |      |

## Состав сельского поселения
| № | Населённый пункт | Тип населённого пункта       | Население |
| - | ---------------- | ---------------------------- | --------- |
| 1 | Билютуй          | село, административный центр | ↘539      |
| 2 | Былыра           | село                         | ↘231      |